# Llista d'espècies de linífids (N-O)
Llista d'espècies de linífids, per ordre alfabètic de la lletra N a la lletra O, amb totes les espècies descrites a 20 de novembre de 2006.
- Per a les llistes d'espècies amb les altres lletres de l'alfabet, aneu a l'article principal, Llista d'espècies de linífids.
- Per a la llista completa de tots els gèneres vegeu l'article Llista de gèneres de linífids.

## Gèneres i espècies

### Napometa
Napometa Benoit, 1977
- Napometa sanctaehelenae Benoit, 1977 (Santa Helena)
- Napometa trifididens (O. P.-Cambridge, 1873) (Santa Helena)

### Nasoona
Nasoona Locket, 1982
- Nasoona chrysanthusi Locket, 1982 (Malàisia, Singapur)
- Nasoona coronata (Simon, 1894) (Veneçuela)
- Nasoona eustylis (Simon, 1909) (Vietnam)
- Nasoona locketi Millidge, 1995 (Krakatoa)
- Nasoona nigromaculata Gao, Fei & Xing, 1996 (Xina)
- Nasoona prominula Locket, 1982 (Malàisia)
- Nasoona silvestris Millidge, 1995 (Indonesia)

### Nasoonaria
Nasoonaria Wunderlich & Song, 1995
- Nasoonaria sinensis Wunderlich & Song, 1995 (Xina)

### Nematogmus
Nematogmus Simon, 1884
- Nematogmus dentimanus Simon, 1886 (Sri Lanka fins a Malàisia, Java, Krakatoa)
- Nematogmus digitatus Fei & Zhu, 1994 (Xina)
- Nematogmus nigripes Hu, 2001 (Xina)
- Nematogmus rutilis Oi, 1960 (Japó)
- Nematogmus sanguinolentus (Walckenaer, 1842) (Paleàrtic)
- Nematogmus stylitus (Bösenberg & Strand, 1906) (Xina, Japó)

### Nenilinium
Nenilinium Eskov, 1988
- Nenilinium Àsiaticum Eskov, 1988 (Rússia)
- Nenilinium luteolum (Loksa, 1965) (Rusia, Mongòlia)

### Nentwigia
Nentwigia Millidge, 1995
- Nentwigia diffEUA Millidge, 1995 (Tailàndia, Krakatoa)

### Neocautinella
Neocautinella Baert, 1990
- Neocautinella ochoai Baert, 1990 (Ecuador, Bolívia, Illes Galápagos)

### Neodietrichia
Neodietrichia Crosby & Bishop, 1933
- Neodietrichia hesperia Crosby & Bishop, 1933 (EUA, Canadà)

### Neoeburnella
Neoeburnella Ko?ak, 1986
- Neoeburnella avocalis (Jocqué & Bosmans, 1983) (Costa d'Ivori)

### Neomaso
Neomaso Forster, 1970
- Neomaso abnormis Millidge, 1991 (Xile)
- Neomaso aequabilis Millidge, 1991 (Argentina)
- Neomaso angusticeps Millidge, 1985 (Xile)
- Neomaso antarcticus (Hickman, 1939) (Kerguelen, Marion)
- Neomaso articeps Millidge, 1991 (Xile)
- Neomaso arundicola Millidge, 1991 (Brasil)
- Neomaso bidentatus Millidge, 1991 (Xile)
- Neomaso bilobatus (Tullgren, 1901) (Xile)
- Neomaso claggi Forster, 1970 (Xile, Sud Geòrgia)
- Neomaso fagicola Millidge, 1985 (Xile)
- Neomaso fluminensis Millidge, 1991 (Xile)
- Neomaso insperatus Millidge, 1991 (Argentina)
- Neomaso insulanus Millidge, 1991 (Illa Juan Fernandez)
- Neomaso minimus Millidge, 1985 (Xile)
- Neomaso parvus Millidge, 1985 (Xile)
- Neomaso patagonicus (Tullgren, 1901) (Xile)
- Neomaso peltatus Millidge, 1985 (Xile)
- Neomaso pollicatus (Tullgren, 1901) (Xile, Argentina, Illes Falkland)
- Neomaso scutatus Millidge, 1985 (Xile)
- Neomaso setiger Millidge, 1991 (Xile)
- Neomaso tridentatus Millidge, 1991 (Argentina)
- Neomaso vicinus Millidge, 1991 (Argentina)

### Neonesiotes
Neonesiotes Millidge, 1991
- Neonesiotes hamatus Millidge, 1991 (Illes Carolines)
- Neonesiotes remiformis Millidge, 1991 (Illes Marshall, Illes Carolines, Cook, Fiji, Samoa)

### Neovaldiviella
Neovaldiviella Özdikmen, 2007 (replacement name for Valdiviella Millidge, 1985)
- Neovaldiviella trisetosa (Millidge, 1985) (Xile)

### Neriene
Neriene Blackwall, 1833
- Neriene albolimbata (Karsch, 1879) (Rússia, Xina, Corea, Taiwan, Japó)
- Neriene amiculata (Simon, 1905) (Java)
- Neriene angulifera (Schenkel, 1953) (Rússia, Xina, Japó)
- Neriene aquilirostralis Chen & Zhu, 1989 (Xina)
- Neriene beccarii (Thorell, 1890) (Sumatra)
- Neriene birmanica (Thorell, 1887) (Índia, Kashmir, Myanmar, Xina)
- Neriene brongersmai van Helsdingen, 1969 (Japó)
- Neriene calozonata Chen & Zhu, 1989 (Xina)
- Neriene cavaleriei (Schenkel, 1963) (Xina, Vietnam)
- Neriene clathrata (Sundevall, 1830) (Holàrtic)
- Neriene comoroensis Locket, 1980 (Illes Comoro)
- Neriene compta Zhu & Sha, 1986 (Xina)
- Neriene conica (Locket, 1968) (Angola, Ruanda, Kenya)
- Neriene coosa (Gertsch, 1951) (Rússia, EUA)
- Neriene decormaculata Chen & Zhu, 1988 (Xina)
- Neriene digna (Keyserling, 1886) (EUA, Canadà, Alaska)
- Neriene emphana (Walckenaer, 1842) (Paleàrtic)
- Neriene flammea van Helsdingen, 1969 (Sud-àfrica)
- Neriene furtiva (O. P.-Cambridge, 1871) (Europa, Àfrica del Nord, Rússia, Ucraïna)
- Neriene fusca (Oi, 1960) (Japó)
- Neriene gyirongana Hu, 2001 (Xina)
- Neriene hammeni (van Helsdingen, 1963) (Palaearctic)
- Neriene helsdingeni (Locket, 1968) (Àfrica)
- Neriene herbosa (Oi, 1960) (Xina, Japó)
- Neriene japonica (Oi, 1960) (Rússia, Xina, Corea, Japó)
- Neriene jinjooensis Paik, 1991 (Xina, Corea)
- Neriene kartala Jocqué, 1985 (Illes Comoro)
- Neriene katyae van Helsdingen, 1969 (Sri Lanka)
- Neriene kibonotensis (Tullgren, 1910) (Oest, Àfrica Central i Oriental)
- Neriene kimyongkii (Paik, 1965) (Corea)
- Neriene limbatinella (Bösenberg & Strand, 1906) (Rússia, Xina, Corea, Japó)
- Neriene litigiosa (Keyserling, 1886) (Xina, Amèrica del Nord)
- Neriene liupanensis Tang & Song, 1992 (Rússia, Xina)
- Neriene longipedella (Bösenberg & Strand, 1906) (Rússia, Xina, Corea, Japó)
- Neriene macella (Thorell, 1898) (Xina, Myanmar, Tailàndia, Malàisia)
- Neriene marginella (Oi, 1960) (Japó)
- Neriene montana (Clerck, 1757) (Holàrtic)
- Neriene natalensis van Helsdingen, 1969 (Sud-àfrica)
- Neriene nigripectoris (Oi, 1960) (Rússia, Xina, Corea, Japó)
- Neriene nitens Zhu & Chen, 1991 (Xina)
- Neriene obtEUA (Locket, 1968) (Àfrica)
- Neriene obtusoides Bosmans & Jocqué, 1983 (Camerun)
- Neriene oidedicata van Helsdingen, 1969 (Rússia, Xina, Corea, Japó)
- Neriene oxycera Tu & Li, 2006 (Vietnam)
- Neriene peltata (Wider, 1834) (Groenlàndia, Paleàrtic)
- Neriene radiata (Walckenaer, 1842) (Holàrtic)
- Neriene redacta Chamberlin, 1925 (EUA)
- Neriene strandia (Blauvelt, 1936) (Xina, Borneo)
- Neriene subarctica Marusik, 1991 (Rússia)
- Neriene sundaica (Simon, 1905) (Java, Lombok)
- Neriene variabilis (Banks, 1892) (EUA)
- Neriene yani Chen & Yin, 1999 (Xina)
- Neriene zanhuangica Zhu & Tu, 1986 (Xina)
- Neriene zhui Chen & Li, 1995 (Xina)

### Neserigone
Neserigone Eskov, 1992
- Neserigone basarukini Eskov, 1992 (Rússia)
- Neserigone nigriterminorum (Oi, 1960) (Japó)
- Neserigone torquipalpis (Oi, 1960) (Japó)

### Nesioneta
Nesioneta Millidge, 1991
- Nesioneta benoiti (van Helsdingen, 1978) (Sri Lanka, Seychelles)
- Nesioneta elegans Millidge, 1991 (Illes Carolines, Fiji)
- Nesioneta ellipsoidalis Tu & Li, 2006 (Vietnam)
- Nesioneta lepida Millidge, 1991 (Illes Marshall, Illes Carolines, Hawaii)
- Nesioneta pacificana (Berland, 1935) (Illes del Pacífic)
- Nesioneta similis Millidge, 1991 (Illes Carolines)
- Nesioneta sola (Millidge & Russell-Smith, 1992) (Sulawesi)

### Nippononeta
Nippononeta Eskov, 1992
- Nippononeta alpina Ono & Saito, 2001 (Japó)
- Nippononeta cheunghensis (Paik, 1978) (Corea)
- Nippononeta coreana (Paik, 1991) (Xina, Corea)
- Nippononeta elongata Ono & Saito, 2001 (Japó)
- Nippononeta embolica Tanasevitch, 2005 (Rússia)
- Nippononeta kaiensis Ono & Saito, 2001 (Japó)
- Nippononeta kantonis Ono & Saito, 2001 (Japó)
- Nippononeta kurilensis Eskov, 1992 (Rússia)
- Nippononeta masatakana Ono & Saito, 2001 (Japó)
- Nippononeta masudai Ono & Saito, 2001 (Japó)
- Nippononeta minuta (Oi, 1960) (Japó)
- Nippononeta nodosa (Oi, 1960) (Japó)
- Nippononeta obliqua (Oi, 1960) (Corea, Japó)
- Nippononeta ogatai Ono & Saito, 2001 (Japó)
- Nippononeta okumae Ono & Saito, 2001 (Japó)
- Nippononeta pentagona (Oi, 1960) (Mongòlia, Japó)
- Nippononeta projecta (Oi, 1960) (Mongòlia, Corea, Japó)
- Nippononeta silvicola Ono & Saito, 2001 (Japó)
- Nippononeta sinica Tanasevitch, 2006 (Xina)
- Nippononeta subnigra Ono & Saito, 2001 (Japó)
- Nippononeta ungulata (Oi, 1960) (Corea, Japó)
- Nippononeta xiphoidea Ono & Saito, 2001 (Japó)

### Nipponotusukuru
Nipponotusukuru Saito & Ono, 2001
- Nipponotusukuru enzanensis Saito & Ono, 2001 (Japó)
- Nipponotusukuru spiniger Saito & Ono, 2001 (Japó)

### Nispa
Nispa Eskov, 1993
- Nispa barbatus Eskov, 1993 (Rússia)

### Notholepthyphantes
Notholepthyphantes Millidge, 1985
- Notholepthyphantes australis (Tullgren, 1901) (Xile)
- Notholepthyphantes erythrocerus (Simon, 1902) (Xile)

### Nothophantes
Nothophantes Merrett & Stevens, 1995
- Nothophantes horridus Merrett & Stevens, 1995 (Anglaterra)

### Notiogyne
Notiogyne Tanasevitch, 2007
- Notiogyne falcata Tanasevitch, 2007 – Rússia

### Notiohyphantes
Notiohyphantes Millidge, 1985
- Notiohyphantes excelsus (Keyserling, 1886) (Mèxic fins a Perú, Brasil, Illes Galápagos)
- Notiohyphantes laudatus Millidge, 1991 (Brasil)
- Notiohyphantes meridionalis (Tullgren, 1901) (Xile)

### Notiomaso
Notiomaso Banks, 1914
- Notiomaso australis Banks, 1914 (Sud Geòrgia)
- Notiomaso grytvikensis (Tambs-Lyche, 1954) (Sud Geòrgia)

### Notioscopus
Notioscopus Simon, 1884
- Notioscopus australis Simon, 1894 (Sud-àfrica)
- Notioscopus jamalensis Grese, 1909 (Rússia, Mongòlia)
- Notioscopus sarcinatus (O. P.-Cambridge, 1872) (Europa, Rússia)

### Novafroneta
Novafroneta Blest, 1979
- Novafroneta annulipes Blest, 1979 (Nova Zelanda)
- Novafroneta gladiatrix Blest, 1979 (Nova Zelanda)
- Novafroneta nova Blest & Vink, 2003 (Nova Zelanda)
- Novafroneta parmulata Blest, 1979 (Nova Zelanda)
- Novafroneta truncata Blest & Vink, 2003 (Nova Zelanda)
- Novafroneta vulgaris Blest, 1979 (Nova Zelanda)

### Novafrontina
Novafrontina Millidge, 1991
- Novafrontina bipunctata (Keyserling, 1886) (Ecuador, Perú)
- Novafrontina patens Millidge, 1991 (Colòmbia)
- Novafrontina uncata (F. O. P.-Cambridge, 1902) (Mèxic fins a Brasil)

### Novalaetesia
Novalaetesia Millidge, 1988
- Novalaetesia anceps Millidge, 1988 (Nova Zelanda)
- Novalaetesia atra Blest & Vink, 2003 (Nova Zelanda)

### Oaphantes
Oaphantes Chamberlin & Ivie, 1943
- Oaphantes pallidulus (Banks, 1904) (EUA)

### Obrimona
Obrimona Strand, 1934
- Obrimona tennenti (Simon, 1894) (Sri Lanka)

### Obscuriphantes
Obscuriphantes Saaristo & Tanasevitch, 2000
- Obscuriphantes obscurus (Blackwall, 1841) (Paleàrtic)
  - Obscuriphantes obscurus dilutior (Simon, 1929) (Europa)
- Obscuriphantes pseudoobscurus (Marusik, Hippa & Koponen, 1996) (Rússia)

### Ochronetria
Ochronetria Millidge, 1991
- Ochronetria pallida Millidge, 1991 (Perú)

### Oculocornia
Oculocornia Oliger, 1985
- Oculocornia orientalis Oliger, 1985 (Rússia)

### Oedothorax
Oedothorax Bertkau, in F?rster & Bertkau, 1883
- Oedothorax agrestis (Blackwall, 1853) (Paleàrtic)
  - Oedothorax agrestis longipes (Simon, 1884) (Suïssa)
- Oedothorax alascensis (Banks, 1900) (Alaska)
- Oedothorax angelus Tanasevitch, 1998 (Nepal)
- Oedothorax annulatus Wunderlich, 1974 (Nepal)
- Oedothorax apicatus (Blackwall, 1850) (Paleàrtic)
- Oedothorax asocialis Wunderlich, 1974 (Nepal)
- Oedothorax assuetus Tanasevitch, 1998 (Nepal)
- Oedothorax banksi Strand, 1906 (Alaska)
- Oedothorax bisignatus Mello-Leitão, 1945 (Argentina)
- Oedothorax brevipalpus (Banks, 1901) (EUA)
- Oedothorax caporiaccoi Roewer, 1942 (Karakorum)
- Oedothorax cascadeus Chamberlin, 1948 (EUA)
- Oedothorax clypeellum Tanasevitch, 1998 (Nepal)
- Oedothorax collinus Ma & Zhu, 1991 (Xina)
- Oedothorax coronatus Tanasevitch, 1998 (Nepal)
- Oedothorax dismodicoides Wunderlich, 1974 (Nepal)
- Oedothorax dubius (O. P.-Cambridge, 1898) (Guatemala)
- Oedothorax ectrapelus (Keyserling, 1886) (Perú)
- Oedothorax elongatus Wunderlich, 1974 (Nepal)
- Oedothorax esperanzae (Tullgren, 1901) (Argentina)
- Oedothorax esyunini Zhang, Zhang & Yu, 2003 (Xina)
- Oedothorax falcifer Tanasevitch, 1998 (Nepal)
- Oedothorax fuegianus (Simon, 1902) (Argentina)
- Oedothorax fuscus (Blackwall, 1834) (Europa, Àfrica del Nord, Açores, Rússia)
- Oedothorax gibbifer (Kulczyn'ski, 1882) (Europa, Rússia)
- Oedothorax gibbosus (Blackwall, 1841) (Paleàrtic)
- Oedothorax globiceps Thaler, 1987 (Kashmir)
- Oedothorax hirsutus Wunderlich, 1974 (Nepal)
- Oedothorax holmi Wunderlich, 1978 (Àfrica Oriental)
- Oedothorax howardi Petrunkevitch, 1925 (EUA)
- Oedothorax hulongensis Zhu & Wen, 1980 (Rússia, Xina)
- Oedothorax insignis (Bösenberg, 1902) (Alemanya)
- Oedothorax insulanus Paik, 1980 (Corea)
- Oedothorax japonicus Kishida, 1910 (Japó)
- Oedothorax latitibialis Bosmans, 1988 (Camerun)
- Oedothorax legrandi Jocqué, 1985 (Illes Comoro)
- Oedothorax limatus Crosby, 1905 (EUA)
- Oedothorax lineatus Wunderlich, 1974 (Nepal)
- Oedothorax longiductus Bosmans, 1988 (Camerun)
- Oedothorax lucidus Wunderlich, 1974 (Nepal)
- Oedothorax macrophthalmus Locket & Russell-Smith, 1980 (Nigèria, Costa d'Ivori)
- Oedothorax malearmatus Tanasevitch, 1998 (Nepal)
- Oedothorax maximus (Emerton, 1882) (EUA)
- Oedothorax meridionalis Tanasevitch, 1987 (Àsia central)
- Oedothorax michaelseni (Simon, 1902) (Argentina)
- Oedothorax modestus Tanasevitch, 1998 (Nepal)
- Oedothorax mongolensis (Heimer, 1987) (Rússia, Mongòlia)
- Oedothorax monoceros Miller, 1970 (Angola)
- Oedothorax montevidensis (Keyserling, 1878) (Uruguai, Argentina)
- Oedothorax montifer (Emerton, 1882) (EUA)
- Oedothorax muscicola Bosmans, 1988 (Camerun)
- Oedothorax nazareti Scharff, 1989 (Etiòpia)
- Oedothorax pallidus (Bösenberg, 1902) (Alemanya, Romania)
- Oedothorax paludigena Simon, 1926 (França, Còrsega)
- Oedothorax pilosus Wunderlich, 1978 (Etiòpia)
- Oedothorax retusus (Oestring, 1851) (Paleàrtic)
- Oedothorax savigniformis Tanasevitch, 1998 (Nepal)
- Oedothorax seminolus Ivie & Barrows, 1935 (EUA)
- Oedothorax sexmaculatus Saito & Ono, 2001 (Japó)
- Oedothorax sexoculatus Wunderlich, 1974 (Nepal)
- Oedothorax sexoculorum Tanasevitch, 1998 (Nepal)
- Oedothorax simplicithorax Tanasevitch, 1998 (Nepal)
- Oedothorax subniger (Bösenberg, 1902) (Alemanya, Balcans)
- Oedothorax tener (Bösenberg, 1902) (Alemanya, Balcans)
- Oedothorax tholusus Tanasevitch, 1998 (Nepal)
- Oedothorax tingitanus (Simon, 1884) (Espanya, Marroc, Algèria, Tunísia)
- Oedothorax trilineatus Saito, 1934 (Japó)
- Oedothorax trilobatus (Banks, 1896) (EUA, Canadà)
- Oedothorax unicolor Wunderlich, 1974 (Nepal)
- Oedothorax usitatus Jocqué & Scharff, 1986 (Tanzània)
- Oedothorax vilis (Kulczyn'ski, 1885) (Rússia)

### Oia
Oia Wunderlich, 1973
- Oia imadatei (Oi, 1964) (Rússia, Corea, Japó)
- Oia sororia Wunderlich, 1973 (Nepal)

### Oilinyphia
Oilinyphia Ono & Saito, 1989
- Oilinyphia peculiaris Ono & Saito, 1989 (Illes Ryukyu)

### Oinia
Oinia Eskov, 1984
- Oinia clava (Zhu & Wen, 1980) (Rússia, Xina, Corea)

### Okhotigone
Okhotigone Eskov, 1993
- Okhotigone sounkyoensis (Saito, 1986) (Rússia, Xina, Japó)

### Onychembolus
Onychembolus Millidge, 1985
- Onychembolus anceps Millidge, 1991 (Xile)
- Onychembolus subalpinus Millidge, 1985 (Xile)

### Ophrynia
Ophrynia Jocqué, 1981
- Ophrynia galeata Jocqué & Scharff, 1986 (Tanzània)
  - Ophrynia galeata lukwangulensis Jocqué & Scharff, 1986 (Tanzània)
- Ophrynia infecta Jocqué & Scharff, 1986 (Tanzània)
- Ophrynia insulana Scharff, 1990 (Tanzània)
- Ophrynia juguma Scharff, 1990 (Tanzània)
- Ophrynia perspicua Scharff, 1990 (Tanzània)
- Ophrynia revelatrix Jocqué & Scharff, 1986 (Tanzània)
- Ophrynia rostrata Jocqué & Scharff, 1986 (Tanzània)
- Ophrynia summicola Jocqué & Scharff, 1986 (Tanzània)
- Ophrynia superciliosa Jocqué, 1981 (Malawi)
- Ophrynia trituberculata Bosmans, 1988 (Camerun)
- Ophrynia truncatula Scharff, 1990 (Tanzània)
- Ophrynia uncata Jocqué & Scharff, 1986 (Tanzània)

### Oreocyba
Oreocyba Holm, 1962
- Oreocyba elgonensis (Fage, 1936) (Kenya, Uganda)
- Oreocyba propinqua Holm, 1962 (Kenya, Uganda)

### Oreoneta
Oreoneta Chyzer & Kulczyn'ski, 1894
- Oreoneta alpina (Eskov, 1987) (Rússia)
- Oreoneta arctica (Holm, 1960) (Rússia, Kurile, Alaska)
- Oreoneta banffkluane Saaristo & Marusik, 2004 (Canadà)
- Oreoneta beringiana Saaristo & Marusik, 2004 (Rússia, Kurile, Alaska, Canadà)
- Oreoneta brunnea (Emerton, 1882) (EUA, Canadà)
- Oreoneta eskimopoint Saaristo & Marusik, 2004 (EUA, Canadà)
- Oreoneta eskovi Saaristo & Marusik, 2004 (Rússia)
- Oreoneta fennica Saaristo & Marusik, 2004 (Finlàndia)
- Oreoneta fortyukon Saaristo & Marusik, 2004 (Alaska, Canadà)
- Oreoneta frigida (Thorell, 1872) (Groenlàndia fins a Noruega)
- Oreoneta garrina (Chamberlin, 1948) (EUA, Canadà)
- Oreoneta herschel Saaristo & Marusik, 2004 (Canadà)
- Oreoneta intercepta (O. P.-Cambridge, 1873) (Rússia)
- Oreoneta kurile Saaristo & Marusik, 2004 (Kurile)
- Oreoneta leviceps (L. Koch, 1879) (Rússia, Alaska, Canadà)
- Oreoneta logunovi Saaristo & Marusik, 2004 (Rússia)
- Oreoneta magaputo Saaristo & Marusik, 2004 (Rússia, Canadà)
- Oreoneta mineevi Saaristo & Marusik, 2004 (Rússia)
- Oreoneta mongolica (Wunderlich, 1995) (Mongòlia)
- Oreoneta montigena (L. Koch, 1872) (Suïssa fins a Eslovàquia)
- Oreoneta punctata (Tullgren, 1955) (Suècia, Finlàndia, Rússia)
- Oreoneta repeater Saaristo & Marusik, 2004 (Canadà)
- Oreoneta sepe Saaristo & Marusik, 2004 (Canadà)
- Oreoneta sinuosa (Tullgren, 1955) (Suècia, Finlàndia)
- Oreoneta tatrica (Kulczyn'ski, 1915) (Europa central)
- Oreoneta tienshangensis Saaristo & Marusik, 2004 (Kazakhstan)
- Oreoneta tuva Saaristo & Marusik, 2004 (Rússia)
- Oreoneta uralensis Saaristo & Marusik, 2004 (Rússia)
- Oreoneta vogelae Saaristo & Marusik, 2004 (EUA)
- Oreoneta wyomingia Saaristo & Marusik, 2004 (EUA, Canadà)

### Oreonetides
Oreonetides Strand, 1901
- Oreonetides badzhalensis Eskov, 1991 (Rússia)
- Oreonetides beringianus Eskov, 1991 (Rússia)
- Oreonetides filicatus (Crosby, 1937) (EUA fins a Alaska)
- Oreonetides flavescens (Crosby, 1937) (EUA, Canadà)
- Oreonetides flavus (Emerton, 1915) (EUA, Canadà)
- Oreonetides glacialis (L. Koch, 1872) (Europa)
- Oreonetides helsdingeni Eskov, 1984 (Rússia)
- Oreonetides kolymensis Eskov, 1991 (Rússia)
- Oreonetides longembolus Wunderlich & Li, 1995 (Xina)
- Oreonetides quadridentatus (Wunderlich, 1972) (Alemanya, Àustria)
- Oreonetides rectangulatus (Emerton, 1913) (EUA)
- Oreonetides rotundus (Emerton, 1913) (EUA, Canadà)
- Oreonetides sajanensis Eskov, 1991 (Rússia)
- Oreonetides shimizui (Yaginuma, 1972) (Rússia, Japó)
- Oreonetides vaginatus (Thorell, 1872) (Holàrtic)

### Oreophantes
Oreophantes Eskov, 1984
- Oreophantes recurvatus (Emerton, 1913) (EUA, Canadà)

### Orientopus
Orientopus Eskov, 1992
- Orientopus yodoensis (Oi, 1960) (Xina, Corea, Japó)

### Origanates
Origanates Crosby & Bishop, 1933
- Origanates rostratus (Emerton, 1882) (EUA)

### Orsonwelles
Orsonwelles Hormiga, 2002
- Orsonwelles ambersonorum Hormiga, 2002 (Hawaii)
- Orsonwelles arcanus Hormiga, 2002 (Hawaii)
- Orsonwelles bellum Hormiga, 2002 (Hawaii)
- Orsonwelles calx Hormiga, 2002 (Hawaii)
- Orsonwelles falstaffius Hormiga, 2002 (Hawaii)
- Orsonwelles graphicus (Simon, 1900) (Hawaii)
- Orsonwelles iudicium Hormiga, 2002 (Hawaii)
- Orsonwelles macbeth Hormiga, 2002 (Hawaii)
- Orsonwelles malus Hormiga, 2002 (Hawaii)
- Orsonwelles othello Hormiga, 2002 (Hawaii)
- Orsonwelles polites Hormiga, 2002 (Hawaii)
- Orsonwelles torosus (Simon, 1900) (Hawaii)
- Orsonwelles ventus Hormiga, 2002 (Hawaii)

### Oryphantes
Oryphantes Hull, 1932
- Oryphantes angulatus (O. P.-Cambridge, 1881) (Paleàrtic)
- Oryphantes bipilis (Kulczyn'ski, 1885) (Rússia)
- Oryphantes cognatus (Tanasevitch, 1992) (Rússia)
- Oryphantes geminus (Tanasevitch, 1982) (Rússia)

### Ostearius
Ostearius Hull, 1911
- Ostearius melanopygius (O. P.-Cambridge, 1879) (Cosmopolita)
- Ostearius muticus Gao, Gao & Zhu, 1994 (Xina)

### Ouedia
Ouedia Bosmans & Abrous, 1992
- Ouedia rufithorax (Simon, 1881) (França, Còrsega, Algèria)